# 梁瀚名
梁瀚名（1983年2月25日—），本名梁登凱，臺中市人，臺灣男演員、廣告和雜誌模特兒，在憲兵隊服役，但服役中就驗退了，而在2018年在TVBS電視劇《女兵日記》中飾演「林國樑」一角開始受到矚目。

## 演出作品

### 劇集
| 年份   | 頻道                            | 劇名                                | 飾演        |
| 2015年 | 浙江衛視、北京衛視              | 北上廣不相信眼淚 台湾名《秘密夫妻》 | 陳杰        |
| 2017年 | 民視無線台                      | 機密訊號                            | 刑警 江政達 |
| 2017年 | 愛奇藝                          | 愛麗舍之心願本                      | 郭毅        |
| 2018年 | 緯來綜合台                      | 霹靂電娃                            | 小蔡        |
| 2018年 | TVBS歡樂台                      | 女兵日記                            | 林國樑      |
| 2018年 | TVBS歡樂台                      | 初戀的情人                          | 林國樑      |
| 2018年 | TVBS歡樂台                      | 女兵日記女力報到                    | 林國樑      |
| 2019年 | TVBS歡樂台                      | 女力報到－小資女上班記              | 林國樑      |
| 2020年 | TVBS歡樂台                      | 女力報到－愛神出任務                | 林國樑      |
| 2020年 | TVBS歡樂台                      | 女力報到－最佳拍檔                  | 林國樑      |
| 2020年 | TVBS歡樂台                      | 女力報到－正好愛上你                | 林國樑      |
| 2020年 | TVBS歡樂台                      | 女力報到－最美的約定                | 林國樑      |
| 2020年 | TVBS歡樂台                      | 女力報到－好運到                    | 林國樑      |
| 2021年 | TVBS歡樂台                      | 女力報到－愛情公寓                  | 林國樑      |
| 2021年 | TVBS歡樂台                      | 女力報到－男人止步                  | 林國樑      |
| 2021年 | TVBS歡樂台                      | 女力報到－男人止步2                 | 林國樑      |
| 2021年 | TVBS歡樂台                      | 女力報到－愛的故事                  | 林國樑      |
| 2021年 | TVBS歡樂台                      | 機智校園生活                        | 林國樑      |
| 2021年 | TVBS歡樂台                      | 機智校園生活                        | 蔣韜禮      |
| 2022年 | TVBS歡樂台                      | 機智校園生活-青春萬歲               | 蔣韜禮      |
| 2022年 | TVBS歡樂台                      | 機智校園生活-必勝高三生             | 蔣韜禮      |
| 2022年 | TVBS歡樂台                      | 機智校園生活-青春向前衝             | 蔣韜禮      |
| 2024年 | TVBS歡樂台                      | 完全省錢戀愛手冊                    | 梁瀚名      |
| 2024年 | Hami Video、MyVideo、friDay影音 | 妮波自由式                          | Allen       |
| 未上映 | 愛奇藝                          | 一碗滄桑                            |             |
| 未上映 |                                 | 異次元迷案                          | 梅飛        |

### 電影
| 年份   | 電影名稱         | 角色名稱 | 電影類型         |
| 2016年 | 《古曼》         | 周偉     | 中國驚悚電影     |
| 2017年 | 《預言家請睜眼》 | 醬油     | 優酷網路愛情電影 |
| 2025年 | 《器子》         |          | 台灣犯罪動作電影 |

### 微電影/短片
| 年份   | 作品                                                   |
| 2013年 | 西安微電影                                             |
| 2016年 | 噪咖【哎唷。愛喲】系列合輯 -10個只有「情侶」才懂的事！ |
| 2016年 | 噪咖【哎唷。愛喲】-8個情侶同居的後遺症                 |

### 音樂錄影帶
| 年份   | 歌手           | 歌名          |
| 2016年 | 吳奇隆         | 天生孤獨      |
| 2020年 | TVBS防疫多點愛 | 微笑的力量    |
| 2022年 | 尹彥凱         | 謝謝我 謝謝你 |

## 節目通告
| 頻道       | 節目名稱        |
| 非凡電視台 | 《360行向前衝》 |
| TVBS歡樂台 | 《上班這黨事》  |
| 東森       | 《全民星攻略》  |
| 東森       | 《小姐不熙娣》  |
| TVBS歡樂台 | 《食尚玩家》    |

## 外部連結
- 梁瀚名Allen Liang的Facebook專頁
- 梁瀚名Allen的Instagram帳戶
- 梁瀚名Allen的新浪微博